# Шапкин, Николай Васильевич
Николай Васильевич Шапкин (1923—1945) — советский лётчик-разведчик авиации Военно-Морского флота в годы Великой Отечественной войны, Герой Советского Союза (22 июля 1944). Старший лейтенант (1 ноября 1944).

## Биография
Родился 10 марта 1923 года в деревне Красная Пустынь ныне Сергачского района Нижегородской области в семье крестьянина. Русский.
Вскоре после рождения Николая семья переехала в город Шахты Ростовской области, где отец стал работать на одной из шахт. Николай окончил Шахтинскую среднюю школу № 30. Увлёкся авиацией, много занимался в местном аэроклубе. Окончив школу-десятилетку в 1940 году, а позднее — Шахтинский аэроклуб.
С 30 июня 1941 года служил в Рабоче-Крестьянском Красном Флоте. Окончил Ейское Военно-морское авиационное училище имени И. В. Сталина в 1943 году. В боях Великой Отечественной войны младший лейтенант Шапкин с июня 1943 года. Весь боевой путь лётчика прошёл в составе 15-го разведывательного авиационного полка ВВС Балтийского флота. 

«Тут у нас аэродром, и столовая, и клуб,- писал домой Николай с фронта.- Все это в земле. Сейчас живем все равно, что кроты, но ничего, нормально». — 
 Принимал участие в Ленинградско-Новгородской, Выборгской, Прибалтийской и Восточно-Прусской наступательных операциях. Летал на самолётах «Як-1», «Як-7», «Як-9». Являлся членом ВКП(б) с 1944 года.
К середине мая 1944 года лётчик 43-й авиационной эскадрильи 15-го разведывательного авиационного полка (ВВС Краснознамённого Балтийского флота) лейтенант Н. В. Шапкин совершил 120 успешных боевых вылетов на разведку военно-морских баз Хельсинки, Котка, Борго, Ловийса, прибрежных аэродромов и путей сообщения. На его счету большое количество обнаруженных вражеских кораблей и конвоев, сфотографированных укреплений и военных объектов, выявленных сосредоточений войск противника.
За «образцовое выполнение боевых заданий командования на фронте борьбы с германским фашизмом и проявленные при этом отвагу и геройство», Указом Президиума Верховного Совета СССР от 22 июля 1944 года лейтенанту Шапкину Николаю Васильевичу присвоено звание Героя Советского Союза с вручением ордена Ленина и медали «Золотая Звезда» (№ 4009).
После получения высшей награды Родины продолжал сражаться с врагом. С сентября 1944 года — командир звена в том же полку. Всего за время Великой Отечественной войны совершил 266 боевых вылетов на дальнюю и ближнюю разведку, произвёл 30 аэрофотосъёмок различных военных объектов, доставил командованию много важных сведений о противнике. В составе экипажа сбил 3 самолёта врага. Среди наиболее успешных достижений лётчика — выявление весной 1944 года расположения противолодочных сетей в Финском заливе, которыми немецкое командование блокировало советские подводные лодки в Ленинграде.
Фронтовая листовка так характеризуют молодого лётчика:

«Тов. Шапкин − лучший воздушный разведчик в Балтике, пример стойкости и бесстрашия духа. На боевом счету Н. В. Шапкина значится 270 успешных боевых вылетов и 3 сбитых самолёта противника. Каждый коммунист и комсомолец должен считать за образец беззаветного служения Родине члена ВКП(б) Героя Советского Союза Н. В. Шапкина».

5 марта 1945 года при выполнении боевого задания по разведке кораблей противника в Данцигской бухте командир звена старший лейтенант Н. В. Шапкин погиб в воздушном бою с истребителями врага, возвращаясь с очередного боевого задания: его самолёт упал в море возле Данцига. Длительное время считался пропавшим без вести.

## Награды
- Медаль «Золотая Звезда» Героя Советского Союза № 7994 (22.07.1944)[9]
- Орден Ленина (22.07.1944)[9]
- Четыре ордена Красного Знамени (14.10.1943[10], 17.02.1944[11], 13.10.1944[12], 10.02.1945[13])
- Орден Отечественной войны 1-й степени (17.02.1944)[14]
- Орден Красной Звезды (10.08.1944)[15]
- Медаль «За оборону Ленинграда»

## Память

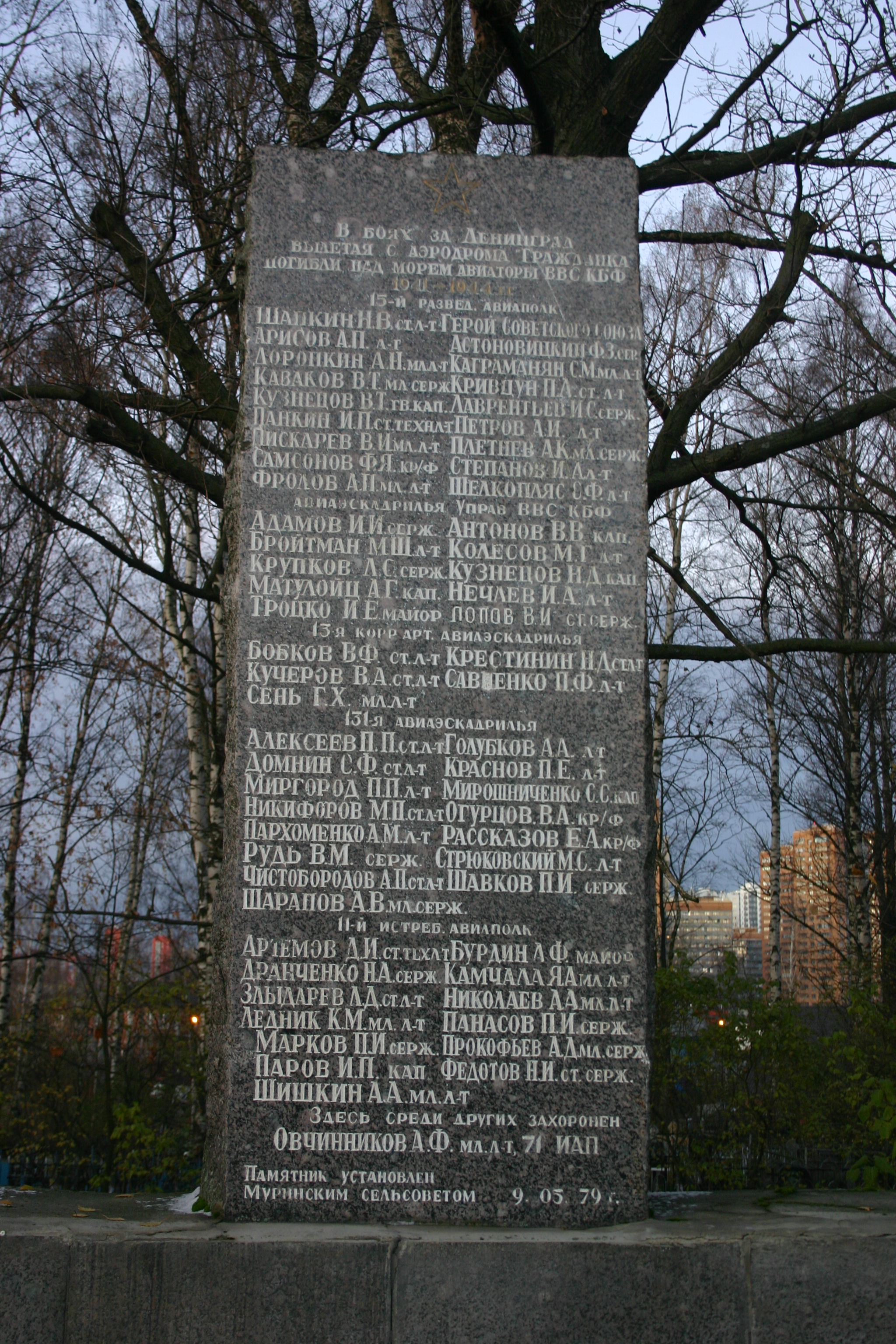
Плита мемориала в Мурино с выбитым на ней именем Н. В. Шапкина

- Бюст Шапкина Н. В. установлен в Чкаловске у памятника лётчикам разведывательной авиации Балтийского флота.
- Имя Шапкина Н. В. присвоено улице и средней школе № 36 (2012) в городе Шахты Ростовской области.
- В Сергачском районе ему и другим Героям войны установлен памятник[16].
- Мемориальная доска в память о Н. В. Шапкине установлена Российским военно-историческим обществом на здании Шахтинской средней школы № 30, где он учился.
- Имя Н. В. Шапкина выбито на стеле на Монументе боевой и трудовой славы на площади Славы.
- Имя высечено на памятниках лётчикам Краснознамённого Балтийского флота в Калининграде и у города Мурино Всеволожского района Ленинградской области.